# Grayson Russell
Grayson Russell (* 27. Dezember 1998 in Clanton, Alabama) ist ein US-amerikanischer Filmschauspieler. 

## Leben
Grayson Russell besucht die Clanton Middle School in seinem Geburtsort Clanton in Alabama. Er begann bereits mit sechs Jahren als Schauspieler in Werbespots. Über ein Preisausschreiben der Marke Rice Krispies, bei dem er einen Jingle singen musste, fand er seinen Einstieg in die Schauspielerei. Seinen ersten Werbeauftritt hatte er für Toyota. Er hatte sein Filmdebüt im Alter von acht Jahren im Film Ricky Bobby – König der Rennfahrer (2006). Seit 2010 spielt er die Rolle des Fregley in der Verfilmung der Romanreihe Gregs Tagebuch. Für diese Rolle wurde er zusammen mit dem restlichen Cast 2011 mit dem Young Artist Award ausgezeichnet.

## Filmografie
- 2006: Ricky Bobby – König der Rennfahrer (Talladega Nights: The Ballad of Ricky Bobby)
- 2008: The Rainbow Tribe
- 2010: Gregs Tagebuch – Von Idioten umzingelt! (Diary of a Wimpy Kid)
- 2011: Gregs Tagebuch 2 – Gibt’s Probleme? (Diary of a Wimpy Kid: Rodrick Rules)
- 2011: Marley & Ich 2 – Der frechste Welpe der Welt (Marley & Me: The Puppy Years)
- 2012: Gregs Tagebuch 3 – Ich war’s nicht! (Diary of a Wimpy Kid: Dog Days)
- 2013: Space Warriors – Das verrückte Weltraumcamp (Space Warriors)
- 2020: Greyhound – Schlacht im Atlantik (Greyhound)

## Auszeichnungen und Nominierungen
| Tabellarische Übersicht der Auszeichnungen und Nominierungen | Tabellarische Übersicht der Auszeichnungen und Nominierungen | Tabellarische Übersicht der Auszeichnungen und Nominierungen | Tabellarische Übersicht der Auszeichnungen und Nominierungen | Tabellarische Übersicht der Auszeichnungen und Nominierungen |
| Jahr                                                         | Auszeichnung                                                 | Für                                                          | Kategorie | Resultat                                                     |
| ------------------------------------------------------------ | ------------------------------------------------------------ | ------------------------------------------------------------ | --- | ------------------------------------------------------------ |
| 2011                                                         | Young Artist Award                                           | Gregs Tagebuch – Von Idioten umzingelt!                      | Best Performance in a Feature Film – Young Ensemble Cast (zusammen mit Zachary Gordon, Chloë Moretz, Karan Brar, Robert Capron, Devon Bostick, Alex Ferris und Laine MacNeil )            | Gewonnen                                                     |
| 2013                                                         | Young Artist Award                                           | Gregs Tagebuch 3 – Ich war’s nicht!                          | Best Performance in a Feature Film – Young Ensemble Cast (zusammen mit Zachary Gordon, Robert Capron, Peyton List, Karan Brar, Laine MacNeil, Connor und Owen Fielding und Devon Bostick) | Ausstehend                                                   |